# Рекс Артур Джабб
Реджинальд «Рекс» Артур Джабб (англ. Reginald «Rex» Arthur Jubb; 1905—1987) — південноафриканський іхтіолог та метеоролог. Тривалий час жив і працював у Зімбабве, потім у місті Гремстаун (ПАР). Опублікував книгу «Прісноводні риби півдня Південної Африки» в 1967 році та інші книги з іхтіології. Він також описав декілька нових таксонів африканських прісноводних риб.

## Внесок
Джабб описав такі види риб:
- Barbus barnardi(інші мови) Jubb, 1965
- Barbus brevipinnis(інші мови) Jubb, 1966
- Barbus tangandensis(інші мови) Jubb, 1954
- Chetia brevis(інші мови) Jubb, 1968
- Chiloglanis bifurcus(інші мови) Jubb & Le Roux, 1969
- Chiloglanis emarginatus(інші мови) Jubb & Le Roux, 1969
- Clariallabes platyprosopos(інші мови) Jubb, 1965
- Clypeobarbus bellcrossi(інші мови) (Jubb, 1965)
- Labeo lunatus(інші мови) Jubb, 1963
- Nothobranchius furzeri Jubb, 1971
- Nothobranchius kirki Jubb, 1969
- Parakneria mossambica(інші мови) Jubb & Bell-Cross, 1974
- Serranochromis meridianus(інші мови) Jubb, 1967
- Varicorhinus pungweensis(інші мови) Jubb, 1959

## Вшанування
На честь науковця названо декілька видів риб:
- Barbus jubbi(інші мови)[1]
- Hypsopanchax jubbi(інші мови)[2]
- Nothobranchius jubbi(інші мови)[3]